# Albert Zwick
Albert Zwick (* 1890 in Waldfischbach, jetzt Waldfischbach-Burgalben; † 1958) war ein deutscher Statistiker und Staatswissenschaftler.
Zwick leitete ab 1919 das statistische Amt der Stadt Ludwigshafen und ab 1927 das statistische Amt in Köln. 1926 wurde er Vorsitzender des „Pfälzischen Verkehrs-Verbands“, 1947 Präsident des statistischen Landesamts Rheinland-Pfalz. 1939 erhielt er eine Honorarprofessur für Statistik an der Universität Bonn.